# Махмур (місто)
Махму́р (араб. مخمور, курд. Mexmûr, сорані مەخموور) — місто на півночі Іраку, розташоване на території мухафази Ербіль (автономія Іракський Курдистан).

## Географія
Місто знаходиться в південно-західній частині мухафази, у передгір'ях західного Загроса, на висоті 254 метрів над рівнем моря. 

Махмур розташований на відстані приблизно 55 кілометрів на північний захід від Ербіля, адміністративного центру провінції і на відстані 272 кілометрів на північний північний захід (NNW) від Багдаду, столиці країни.

## Населення
На 2012 рік населення міста становить 23 828 осіб.

## Економіка
Основу економіки міста складають землеробство і тваринництво. В околицях Махмуру обробляють пшеницю і ячмінь.